# Weil am Rhein
Weil am Rhein é uma cidade da Alemanha, no distrito de Lörrach, na região administrativa de Freiburg, estado de Baden-Württemberg.
Weil am Rhein situa-se na margem oriental do rio Reno, muito perto do ponto de tríplice fronteira entre Alemanha, França e Suíça. É a localidade mais a sudoeste da Alemanha.
A sua arquitecta foi a Zaha Mohammad Hadid